# Adelino Pereira da Silva
Adelino Pereira da Silva (Leiria, 6 de febrero de 1862 - Porto de Mós, 28 de abril de 1930), fue un médico y periodista portugués, reconocido por su labor pionera en el estudio de la homosexualidad en Portugal y por su activa participación en el movimiento republicano.

## Biografía
Pereira da Silva, nació el 6 de febrero de 1862 en Leiria, era hijo de Francisco Pereira da Silva e Ilda Ideltrudes Pereira. Inició sus estudios superiores en la Universidad de Coimbra durante los años académicos 1881-82 y 1882-83, donde cursó Matemáticas, Química Inorgánica y Dibujo. En 1886-87 ingresó en la Academia Politécnica de Oporto, estudiando Física y Botánica. Posteriormente, asistió a la Escuela Médico-Quirúrgica de Oporto, donde se licenció en Medicina.

## Trayectoria profesional
En 1895, presentó su tesis inaugural en la Escuela Médico-Quirúrgica de Oporto bajo el título La inversión sexual: estudios médico-sociales (en portugués A Inversão Sexual: Estudos Médico-Sociais), considerada la primera obra de carácter científico sobre la homosexualidad publicada en Portugal.
Pereira da Silva sabía que su estudio sobre la homosexualidad era pionero en Portugal y que abordarlo era tabú y que por ello podría ser tachado de inmoral pero que era necesario abordarlo, aún a costa de sus limitaciones:

Es con este objetivo que escribimos. En Portugal, aún no se había hecho nada al respecto; nos sedujo la novedad y la precisión de tal estudio; fuimos audaces y lo intentamos. La audacia nos sirve para encubrir la incompetencia.
Adelino Pereira da Silva

Ejerció la medicina en Porto de Mós y se desempeñó como subdelegado de salud del municipio, al menos entre los años  1898-99. Fundó los periódicos republicanos locales O Portomozense y O Povo de Porto de Mós, donde escribió numerosos artículos usando el seudónimo «Sophonisbo». Además, presidió la Liga de los Amigos del Castillo de Porto de Mós y la Comisión Municipal Republicana del distrito.
La información sobre Pereira da Silva es limitada, aunque en 1902 se lo documenta participando en una encuesta sobre prostitución en Porto de Mós, dirigida por el médico Ângelo Fonseca.
El 28 de abril de 1930, fallece en Porto de Mós.